# Matt Groening

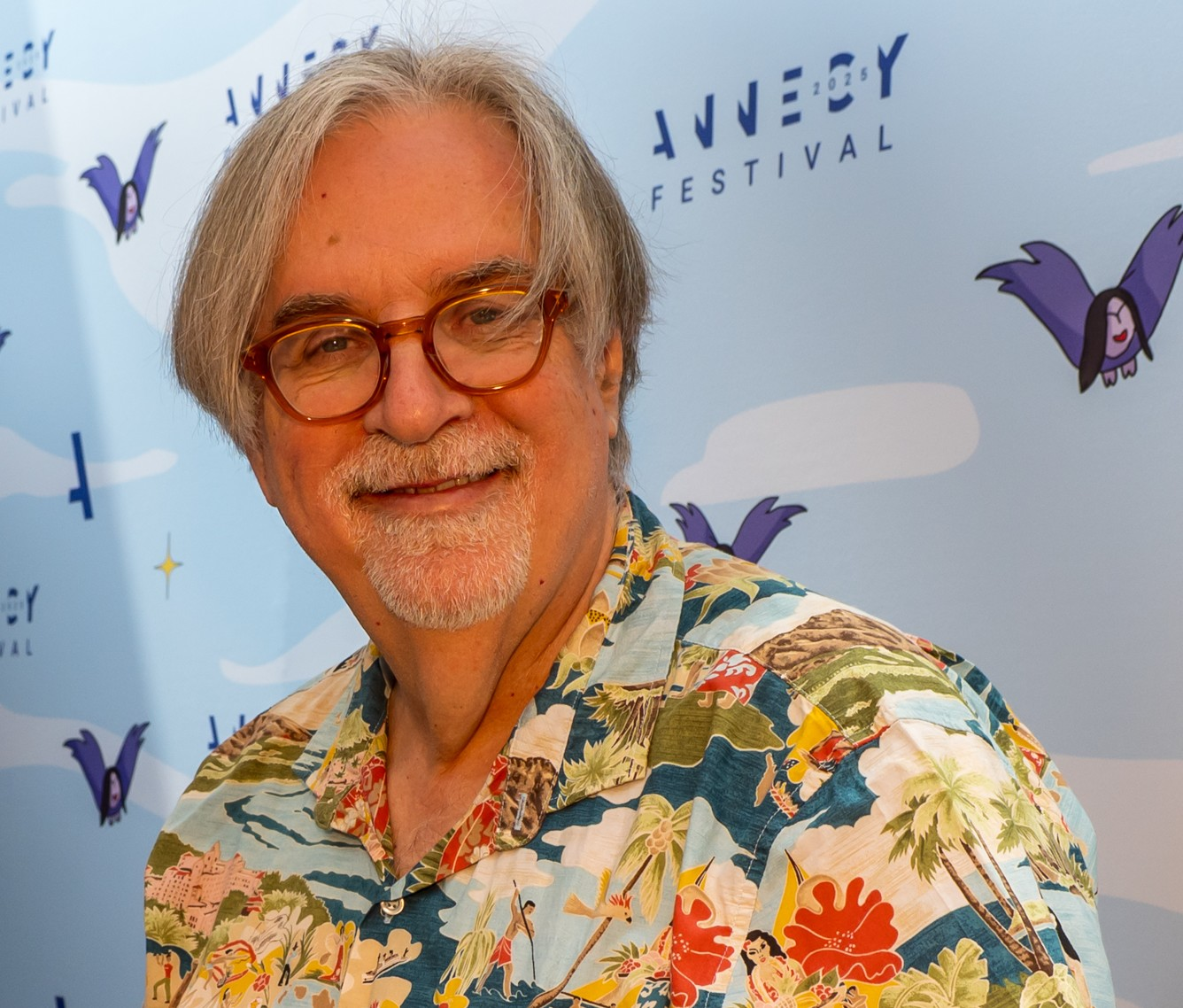
Matt Groening (2025)

Matthew „Matt“ Abram Groening  [ˈgreɪnɪŋ] (* 15. Februar 1954 in Portland, Oregon) ist ein US-amerikanischer Comicautor, Produzent und Drehbuchautor. Er ist der Erfinder der Zeichentrickfilmserien Die Simpsons, Futurama und Disenchantment sowie des Comics Life in Hell.

## Leben
Groening besuchte nach der Highschool in Portland von 1972 das Evergreen State College in Olympia im Bundesstaat Washington und machte 1977 seinen Bachelor-of-Arts-Abschluss. Für die Campus-Zeitung The Cooper Point Journal schrieb er Artikel und zeichnete Cartoons. In den frühen 1980er Jahren arbeitete Matt Groening als Musikjournalist, wobei er vor allem Kritiken über Reggae-Alben publizierte. Er war Geschäftspartner von C. C. Smith, dem Mitgründer des Magazins Beat.
Groening ist Mitglied der amerikanischen Rockband Rock Bottom Remainders, die sich aus bekannten Schriftstellern und Comiczeichnern rekrutiert. Zu der Band gehören unter anderem Dave Barry, Scott Turow und Stephen King.

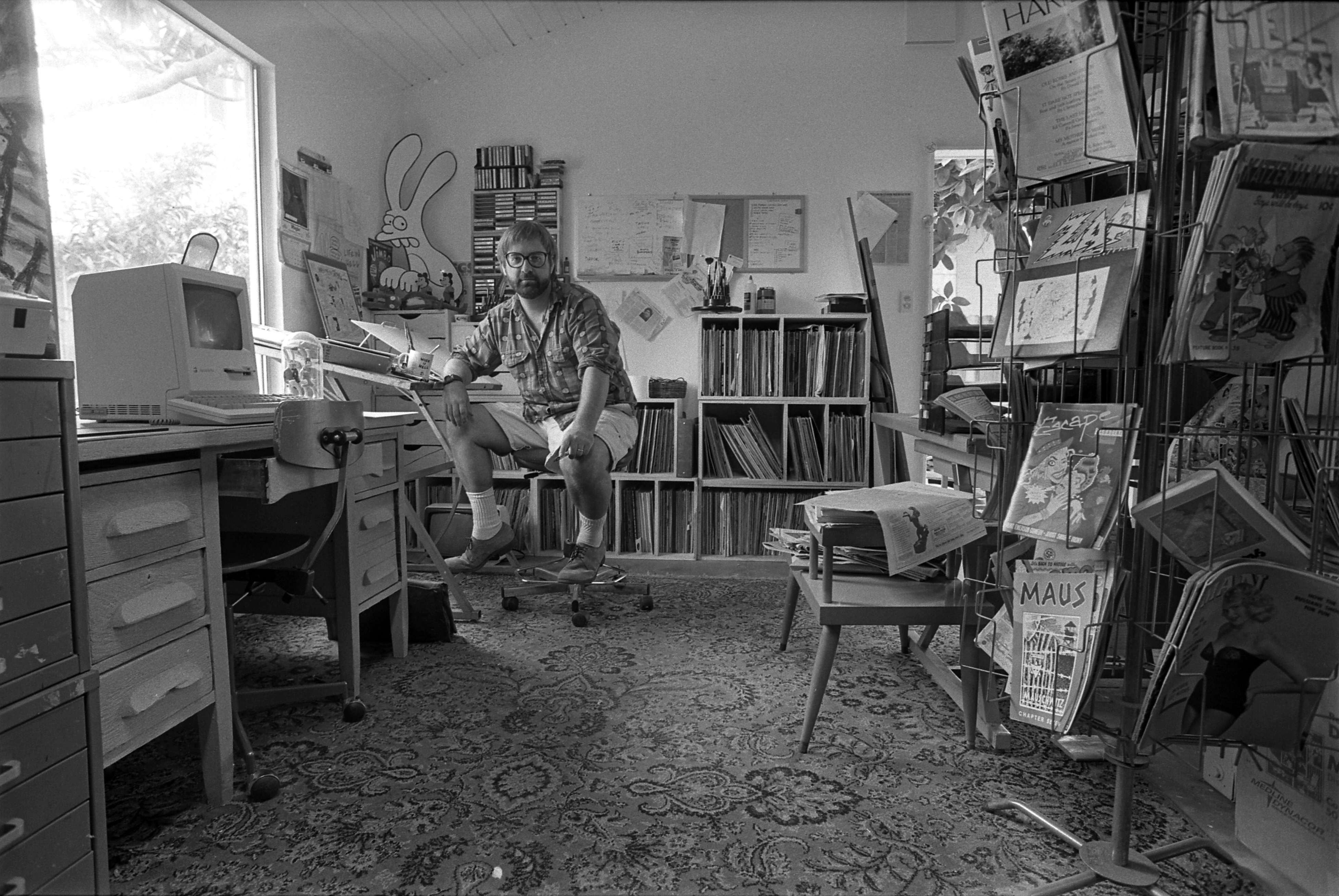
Matt Groening in seinem „Bat-Cave“-Studio in Venice, L. A. (1987)

Bevor Groening für das Fernsehen arbeitete, schuf er die Comicreihe Life in Hell (Leben in der Hölle), die bis heute in rund 250 Zeitungen abgedruckt wird. Hierdurch wurde James L. Brooks auf ihn aufmerksam. Er bot Groening 1985 an, etwas für die Tracey Ullman Show zu zeichnen. Schon im Gebäude, während er auf das Vorstellungsgespräch wartete, erfuhr Groening, dass er etwas Neues und Außergewöhnliches hätte vorbereiten sollen. So zeichnete er in 15 Minuten die Figuren zur Serie. Hierbei soll ihm die Idee gekommen sein, dass Homer in einem Kernkraftwerk arbeitet. Zunächst wurden ab 1988 in der Tracey Ullman Show 30 bis 60 Sekunden lange Kurzfilme der Simpsons ausgestrahlt. Diese stießen auf so große Resonanz, dass 20th Century Fox und die Filmgesellschaft Gracie Films die Produktion und Ausstrahlung einer 30-minütigen Sendung in Auftrag gaben. Am 17. Dezember 1989 lief die erste Folge der Serie beim US-amerikanischen TV-Sender Fox. Groenings bekanntestes Werk neben den Simpsons sind die Trickserien Futurama und Disenchantment.
Matt Groening ist nach eigenen Angaben Agnostiker. Ein bekanntes Zitat von Groening ist zudem: “When asked ‘Is there a God?’ ‘If there is, all evidence indicates that he hates me.’” (deutsch: „Wenn ich gefragt werde: ‚Gibt es einen Gott?‘ ‚Wenn es einen Gott gibt, sprechen alle Anzeichen dafür, dass er mich hasst.‘“).
Groenings Vater Homer Philip Groening ist russlandmennonitischer und seine Mutter Margaret Ruth (geb. Wiggum) norwegischer Abstammung. Für die Vornamen der Familie Simpson verwendete er die seiner eigenen Familie (eigenen Angaben zufolge fühlte er sich an diesem Tag nicht sehr kreativ).
- Lisa Groening – Lisa Simpson (eine seiner Schwestern)
- Margaret Groening – Marge Simpson (seine Mutter)
- Homer Groening – Homer Simpson (sein Vater)
- Maggie Groening – Maggie Simpson (eine seiner Schwestern)
- Abraham Groening – Abraham „Abe“ Simpson (sein Großvater)

Der Nachname des Springfielder Polizeichefs Clancy Wiggum ist der Geburtsname von Groenings Mutter.
Seinen eigenen Namen wollte Groening nicht für die Simpsons-Figuren verwenden, deswegen entschied er sich für Bart. Dieser Name ist ein Anagramm von Brat, englisch für Gör, Balg. Vom Charakter her ist Bart an Groenings Neffen angelehnt. Die Simpsons wohnen in Springfield in der 742, Evergreen Terrace; den Straßennamen wählte Groening in Anlehnung an die Hochschule, die er besuchte.
Mit den Simpsons hat Groening zahlreiche Preise gewonnen, u. a. den Emmy.
Von den Simpsons gibt es außerdem erfolgreiche Comics, darunter die Simpsons Comics und eine Bart-Simpson-Soloreihe, zudem einige One-Shots, die sich u. a. jeweils einer der Simpsons-Figuren wie etwa Abraham Simpson oder Moe Szyslak widmen.
Matt Groening hat mit den Simpsons eine der erfolgreichsten Zeichentrickserien geschaffen. Mit über 600 produzierten Episoden in mehr als 30 Jahren ist die Serie außerdem die am längsten laufende US-Zeichentrickserie überhaupt.
Groenings Stil zeichnet sich dadurch aus, dass alle seine Figuren Glubschaugen und einen Überbiss besitzen.
Am 14. Februar 2012 wurde Matt Groening anlässlich der Ausstrahlung der 500. Simpsons-Episode mit einem Stern auf dem Walk of Fame ausgezeichnet. Der Stern befindet sich in der Nähe von jenem Stern, den die Simpsons bereits im Jahr 2000 bekamen.
Groening ist zum zweiten Mal verheiratet, er hat zwei Söhne aus erster und drei weitere Kinder aus zweiter Ehe.

## Bibliografie
- Childhood is hell, 1983, Pantheon Books, ISBN 0-679-72055-3.
- Work is Hell, 1986, ISBN 0-394-74864-6.
- School is Hell, 1987, ISBN 0-394-75091-8.
- The Big Book of Hell, 1990, ISBN 0-679-72759-0.
- Love is Hell, 1994, ISBN 0-679-75665-5.

## Filmografie
- 1987–1989: The Tracey Ullman Show (Fernsehserie)
- seit 1989: Die Simpsons (Fernsehserie)
- 1999–2003, 2008–2013, seit 2023: Futurama (Fernsehserie)
- 2007: Die Simpsons – Der Film (The Simpsons Movie)
- 2007: Futurama: Bender’s Big Score
- 2008: Futurama: Die Ära des Tentakels (Futurama: The Beast with a Billion Backs)
- 2008: Futurama: Bender’s Game
- 2009: Futurama: Leela und die Enzyklopoden (Futurama: Into the Wild Green Yonder)
- 2012: Der längste Kita-Tag (The Longest Daycare, Kurzfilm)
- 2018–2023: Disenchantment (Netflix-Serie)